# Lampides nisanca
Lampides nisanca är en fjärilsart som beskrevs av Hans Fruhstorfer 1916. Lampides nisanca ingår i släktet Lampides och familjen juvelvingar. Inga underarter finns listade i Catalogue of Life.